# La Bretagne (paquebot de 1886)
Pour les autres navires du même nom, voir Bretagne (navire).
La Bretagne était un paquebot de la Compagnie générale transatlantique, 1886 - 1912

## Histoire
La Bretagne était le dernier paquebot d'une série de quatre navires-jumeaux (La Champagne, La Bourgogne et La Gascogne) mis en chantier en 1884, tous entrés en service en 1886.
Armé à Saint-Nazaire le 2 juillet, les chaudières sont éprouvées le 25. Après les essais en mer, il quitte Saint-Nazaire le 5 août et gagne Le Havre le 7 du même mois, chargé de lest et avec un équipage réduit à 155 hommes. Il est mis en service le 14 août 1886 sur la ligne Le Havre—New York qu'il rejoint le 22. Il assure ensuite la liaison  à raison d'un aller-retour par mois, la traversée prenant huit jours. Le premier commandement est confié à Michel de Jousselin lieutenant de vaisseau en disponibilité sans solde détaché à la Compagnie générale transatlantique.
Lors de sa troisième traversée Le Havre-New-York, en octobre 1886, il embarque la délégation française accompagnant Auguste Bartholdi pour l'inauguration de la statue de la Liberté.

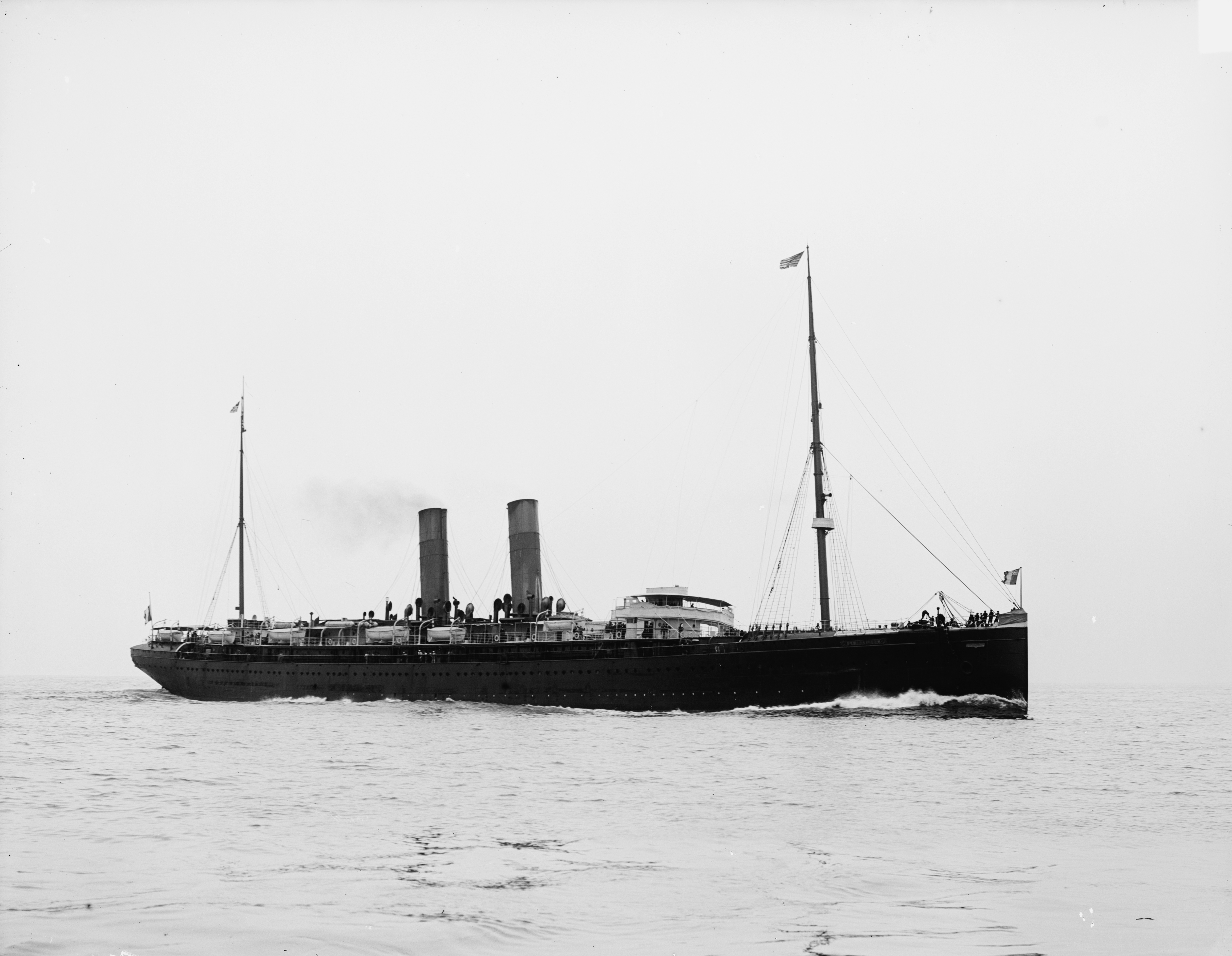
Après transformations de 1895.

En 1895, il est équipé de chaudières neuves et d'une machine à quadruple expansion. Ses cheminées sont rehaussées et les deux mâts médians supprimés. De 1898 à 1899, des essais de correspondance par pigeons voyageurs sont menés à bord par le capitaine d'état-major Reynaud. À la suite de ses expériences la compagnie met en place une poste en mer par pigeongramme.

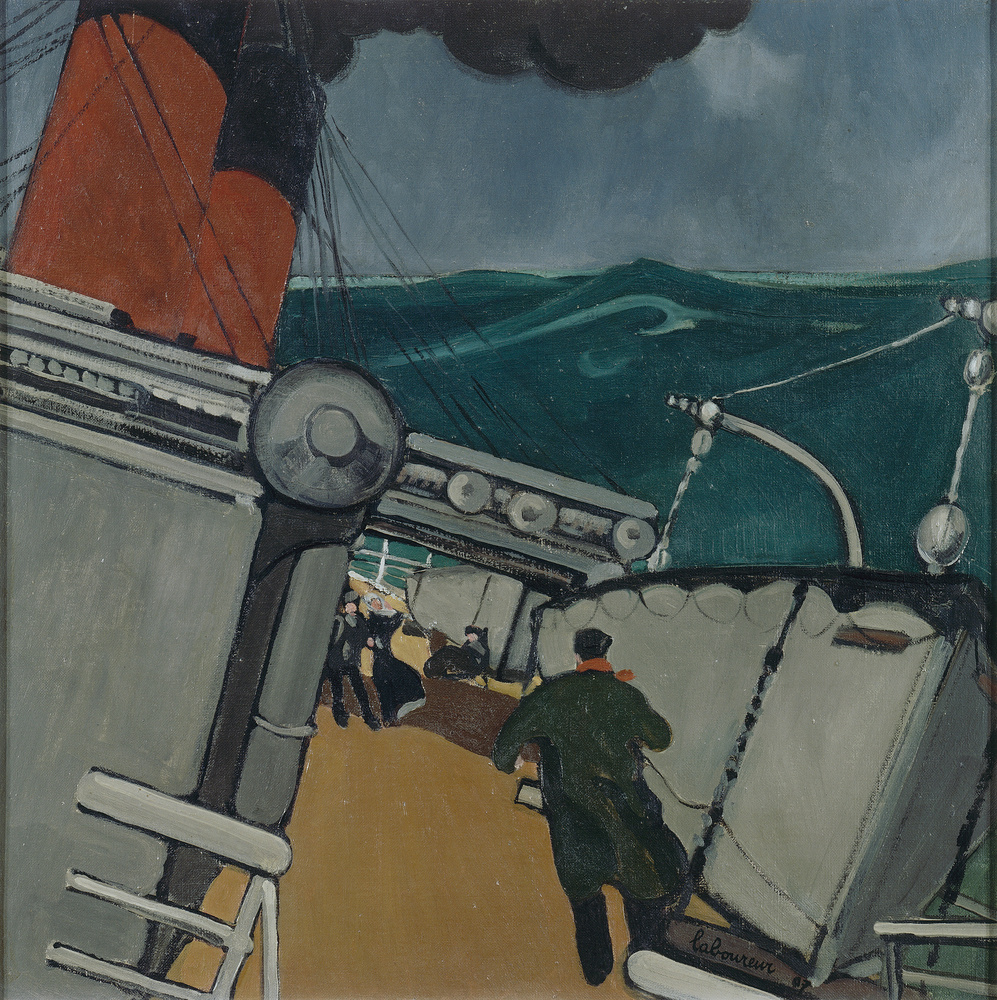
Le Roulis transatlantique, par Jean Émile Laboureur en 1907.

En 1907, le peintre français Jean Émile Laboureur l'emprunte à son retour des États-Unis et réalise à cette occasion Le Roulis transatlantique, qui représente le pont supérieur.
Il est acheté, en juin 1912, par la Compagnie de navigation Sud-Atlantique nouvellement créée pour l'exploitation du service maritime postal avec le Brésil et La Plata. Avec cette compagnie, il dessert l'Amérique du Sud au départ de Bordeaux.
En août 1914, les besoins de la guerre le transforment en navire-hôpital ; il est rebaptisé Bretagne II en octobre 1916 puis utilisé brièvement comme transport de troupes à destination de Dakar au cours de l'année 1917. 
Rebaptisé Alésia en juin 1919 en attendant une remise en état, il est vendu à la démolition en 1923 sans jamais avoir repris son service. En décembre 1923, toué vers les Pays-Bas, il casse sa remorque au large de Texel, dérive et coule.